# Ashland (Alabama)
Ashland è un comune degli Stati Uniti d'America situato nella contea di Clay dello Stato dell'Alabama.